# Muoviti muoviti
Muoviti muoviti è un brano musicale cantato da Jovanotti, che ne è anche autore con Luca Cersosimo, pubblicato nel 1991 come singolo tratto dall'album Una tribù che balla. Il brano usa come sample principale la canzone del 1961 cantata da Frank Sinatra The Coffee Song.
Verrà inserita nelle raccolte Lorenzo 1990-1995 e Backup - Lorenzo 1987-2012 e negli album live Lorenzo live - Autobiografia di una festa e Lorenzo negli stadi - Backup Tour 2013.
Della canzone è stato fatto un video nel quale si osserva una breve apparizione di Claudio Cecchetto, che lanciò Jovanotti nel 1987 nella sua Radio Deejay.
La canzone fa anche parte della colonna sonora del film Parenti serpenti di Mario Monicelli in cui lo stesso Jovanotti appare mentre balla tale canzone.